# Don Maynard
Donald Rogers Maynard, conhecido por Don Maynard (Crosbyton, 25 de janeiro de 1935 – 10 de janeiro de 2022), foi um jogador de futebol americano que atuou como wide receiver e jogou profissionalmente na National Football League (NFL) com o New York Giants e St. Louis Cardinals; na American Football League (AFL) com o New York Jets; e na World Football League (WFL) com o Shereveport Steamer.

## Primeiros anos
Tendo crescido no Texas, o pai de Maynard era vendedor de algodão e, com a família em constante movimento, Don frequentou treze escolas, inclusive cinco escolas secundárias. Como veterano na Colorado City High School em Colorado City, ele praticou futebol americano, basquete e atletismo.

## Carreira universitária
Maynard estudou primeiramente na Rice University (um ano) e depois foi para a Texas Western College (hoje a Universidade do Texas em El Paso).
Em três temporadas (1954-56) em Texas Western, ele recebeu apenas 28 passes, mas teve uma média de impressionantes 27,6 jardas por recepção para dez touchdowns. Como running back, ele teve 843 jardas terrestres em 154 corridas com uma média de 5,4 jardas e também retornou kickoffs e punts. Ele acumulou 2.283 jardas totais, ao mesmo tempo interceptando 10 passes jogando como defensive back.

## Carreira profissional
Ele foi selecionado na nona rodada (109.º escolha geral) do Draft da NFL de 1957 pelo New York Giants. Em doze jogos como novato, ele teve 12 corridas para 45 jardas (3,8 jardas por carregada), pegou cinco passes para 84 jardas (média de 16,8 jardas) e jogou nas equipes especiais. No entanto, depois de ser dispensado pelos Giants em 1959, ele jogou uma temporada na Canadian Football League (CFL) com o Hamilton Tiger-Cats, tendo apenas um passe para dez jardas. No período de entressafra, ele trabalhou como encanador e professor.
Maynard se tornou o primeiro jogador a assinar com o New York Titans em 1960 (a equipe foi renomeada para Jets em 1963). Isso aconteceu porque o primeiro treinador dos Titans, Sammy Baugh, havia treinado Maynard na faculdade e conhecia seu talento. Apesar de desprezado pela imprensa de Nova York em 1960, ele se uniu ao Hall of Fame, Art Powell, para formar a primeira dupla de receptores profissionais a terem mil jardas de recepção em uma temporada. Nos treze anos seguintes, Maynard conseguiu receber números que lhe renderiam uma vaga no Hall da Fama do Pro Football em 1987.
Tendo 72 recepções em seu primeiro ano, ele passou a compilar mais quatro temporadas com cinquenta ou mais recepções e mil jardas, ele tinha o recorde de recepções totais e jardas. Quatro vezes All-Star da AFL, ele é o sexto no ranking de recepções para touchdown e é membro do time de todos os tempos da AFL.
Em 1965, Maynard juntou-se ao novato Joe Namath. Maynard teve 1.218 jardas em 68 recepções e catorze touchdowns na primeira temporada de Namath (Namath teve 22 passes para touchdown naquele ano). Em 1967, Maynard teve 71 recepções para 1.434 jardas, dez touchdowns e uma média de 20,2 jardas por captura. Na abertura da temporada de 1968 contra o Kansas City, Maynard teve mais de 200 jardas de recepção pela primeira vez em sua carreira e passou Tommy McDonald como o líder ativo em jardas, onde permaneceu pelas próximas seis temporadas até sua aposentadoria.
Na Final da AFL de 1968, uma vitória de 27-23 dos Jets sobre o Oakland Raiders, Maynard recebeu seis passes para 118 jardas e dois touchdowns. Os Jets venceram o Super Bowl III por 16-7 contra o Baltimore Colts, Maynard jogou, mas não teve recepções pois sofria os efeitos de uma lesão no tendão na final da AFL.
Após a temporada de 1972, ele jogou por um ano no St. Louis Cardinals antes de terminar sua carreira de jogador em 1974 com o Houston Texans / Shreveport Steamer da WFL.
Um de apenas vinte jogadores que estavam na AFL durante toda a sua existência de dez anos, Maynard também foi um dos apenas sete jogadores que jogaram sua carreiras na AFL em apenas uma única equipe. Maynard terminou sua carreira com 633 recepções para 11.834 jardas e 88 touchdowns. Suas 18,7 jardas por recepções são os mais altos números para qualquer pessoa com pelo menos seiscentas recepções.

## Pós-NFL
Após sua carreira na NFL, Maynard passou a participar de muitos eventos patrocinados por instituições de caridade. Ele também participou do cara ou coroa do Super Bowl XXXIII junto com seus ex-companheiros de equipe, em homenagem ao 40º aniversário da Final da NFL de 1958, que também é conhecido como "O Maior Jogo de Todos os Tempos". Ele também já foi nomeado o grão-marechal no Desfile anual de Ação de Graças de El Paso Sun Bowl. Ele trabalhou como professor de matemática e artes industriais, vendeu uma variedade de produtos e foi planejador financeiro.
Maynard residiu em El Paso e em Ruidoso, Novo México, para estar perto de seus filhos e seus dois netos. Seu filho também foi treinador do Winnipeg Blue Bombers da Canadian Football League em 1990.
Don e sua esposa Marilyn, que ele conheceu quando era estudante em Texas Western, se casaram em dezembro de 1955. Marilyn morreu há vários anos e desde então Don se casou novamente.
Don morreu em 10 de janeiro de 2022, aos 86 anos de idade.